# Herbert Hughes-Stanton
Pour les articles homonymes, voir Hughes et Stanton.
Herbert Edwin Pelham Hughes-Stanton, né le 21 novembre 1870 à Chelsea, Londres, et mort le 2 août 1937 à Kensington, Londres, est un aquarelliste et peintre paysagiste britannique. 

## Biographie
Herbert Hughes-Stanton naît à Chelsea, Londres, fils de William Hughes d'origine galloise, un peintre de natures mortes et fait ses études à Corsham, près de Bath.
Ses premières toiles sont exposées en 1886 et il expose régulièrement au Salon de Paris, à la Royal Academy (à partir de 1897), à la Grosvenor Gallery (à partir de 1887), à la New Gallery et au Royal Institute of Oil Painters, et plus tard à la Fine Art Society,
Il se marie en 1898 et a trois filles et un fils. Son fils est le graveur Blair Hughes-Stanton et son frère Talbot Hughes a également été peintre.
Il reçoit une médaille d'or au Salon de Paris en 1907 et 1908.
Il fait partie de l'école des peintres d'Étaples.
Il est élu associé de la Royal Academy en novembre 1913, élu académicien de cette académie en 1920 (ou 1919 ) et chevalier, de cette académie en 1923. Il est officier de l'ordre Léopold II et membre de la Royal Watercolour Society de 1909 ou 1915 et en est le président de 1920 à 1936.
Herbert Hughes-Stanton meurt à Kensington, Londres, le 2 août 1937. Une plaque commémorative se trouve dans l'église Saint-James, Piccadilly.

## Collections
Depuis 2014, les œuvres d'Herbert Hughes-Stanton sont (ou ont déjà été) détenues par des collections dont la Tate ; la Galerie nationale galloise ; Musée national, Buenos Aires ; Musée Royal, Florence ; Musée Moderne, Rome ; Musée de Barcelone ; Galerie royale, Tokyo ; Galerie nationale de Sydney ; Galerie nationale d'Adélaïde ; Musée de Melbourne ; Musée d'Auckland ; et la galerie Wellington ; et dans les galeries permanentes de Manchester, Liverpool, Bradford, Brighton, Aberdeen et Oldham. Un Pâturage parmi les dunes, exposé dans la nouvelle galerie, a été acheté pour le legs Chantry en 1908.
- Pas-de-Calais, collection du département : Sunset Equihen dit aussi Paysage d'Équihen, 1914, huile sur toile[4].

## Galerie

Œuvres d'Herbert Hughes-Stanton
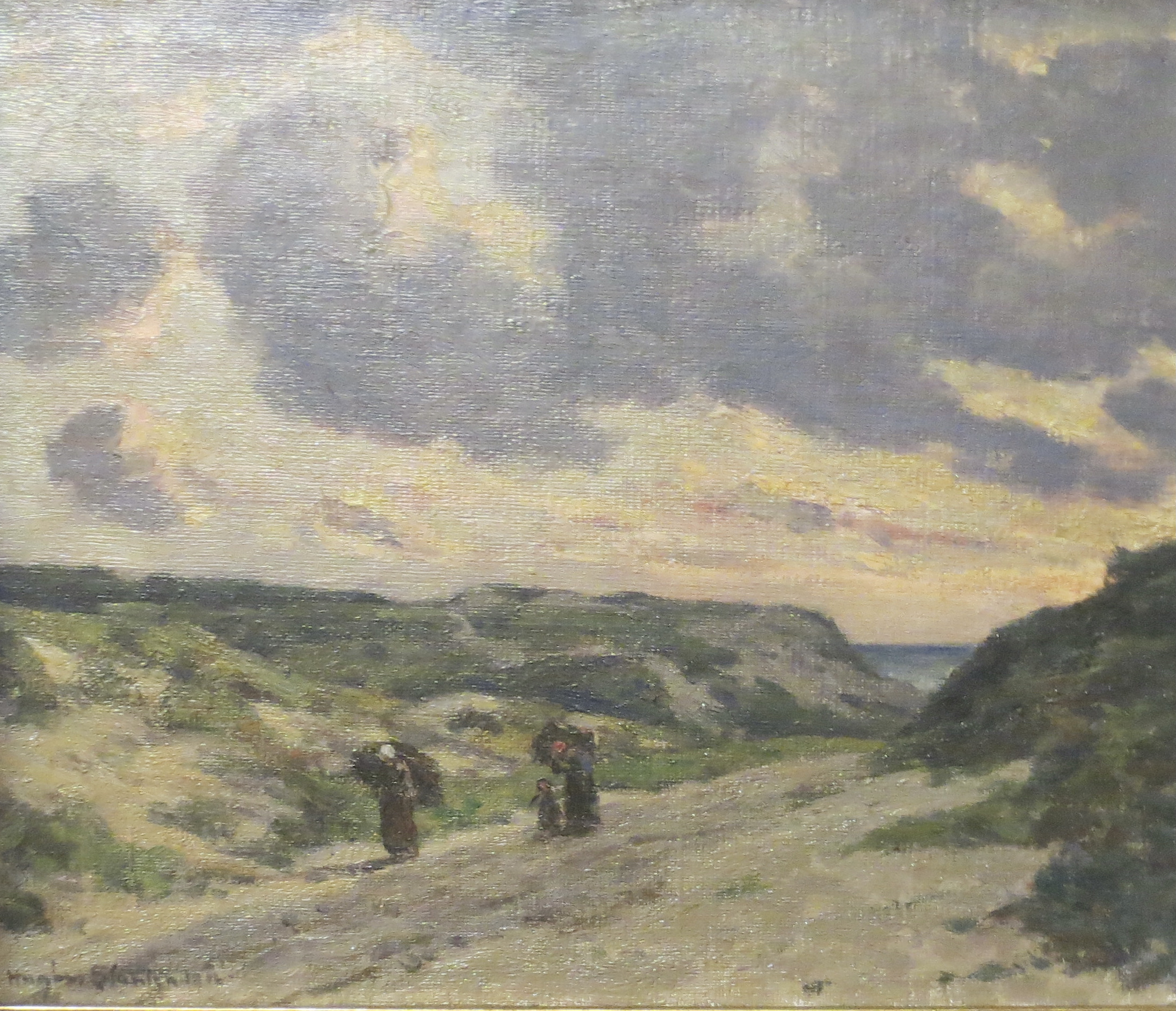
Sunset Equihen dit aussi Paysage d'Équihen, 1914.
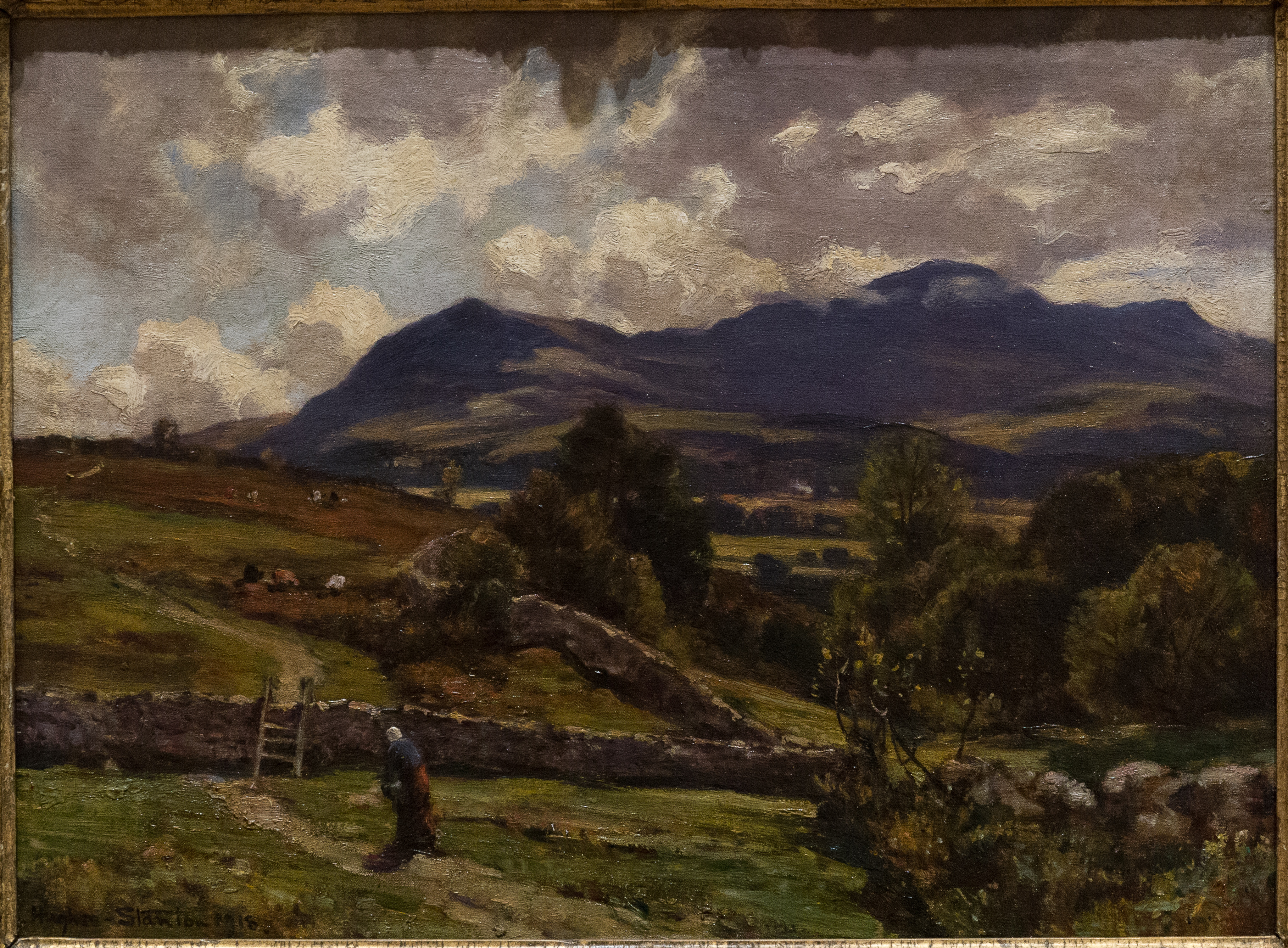
Cadair Idris, au nord du Pays de Galles, 1918.
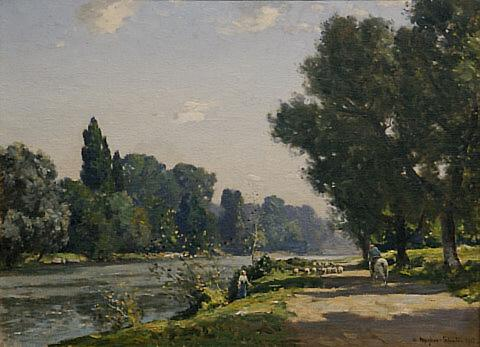
Sur la Somme.
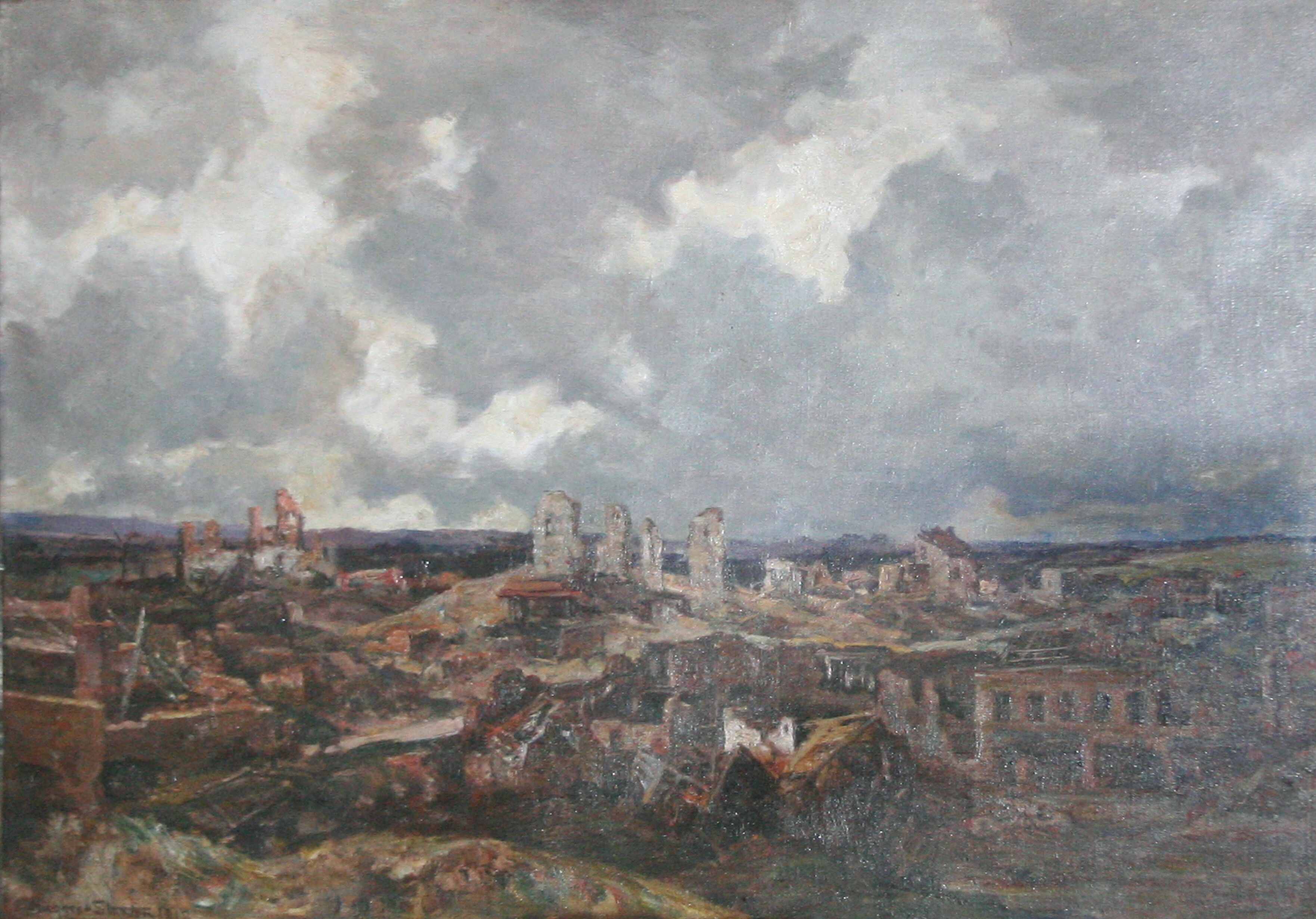
Lens, 1918.
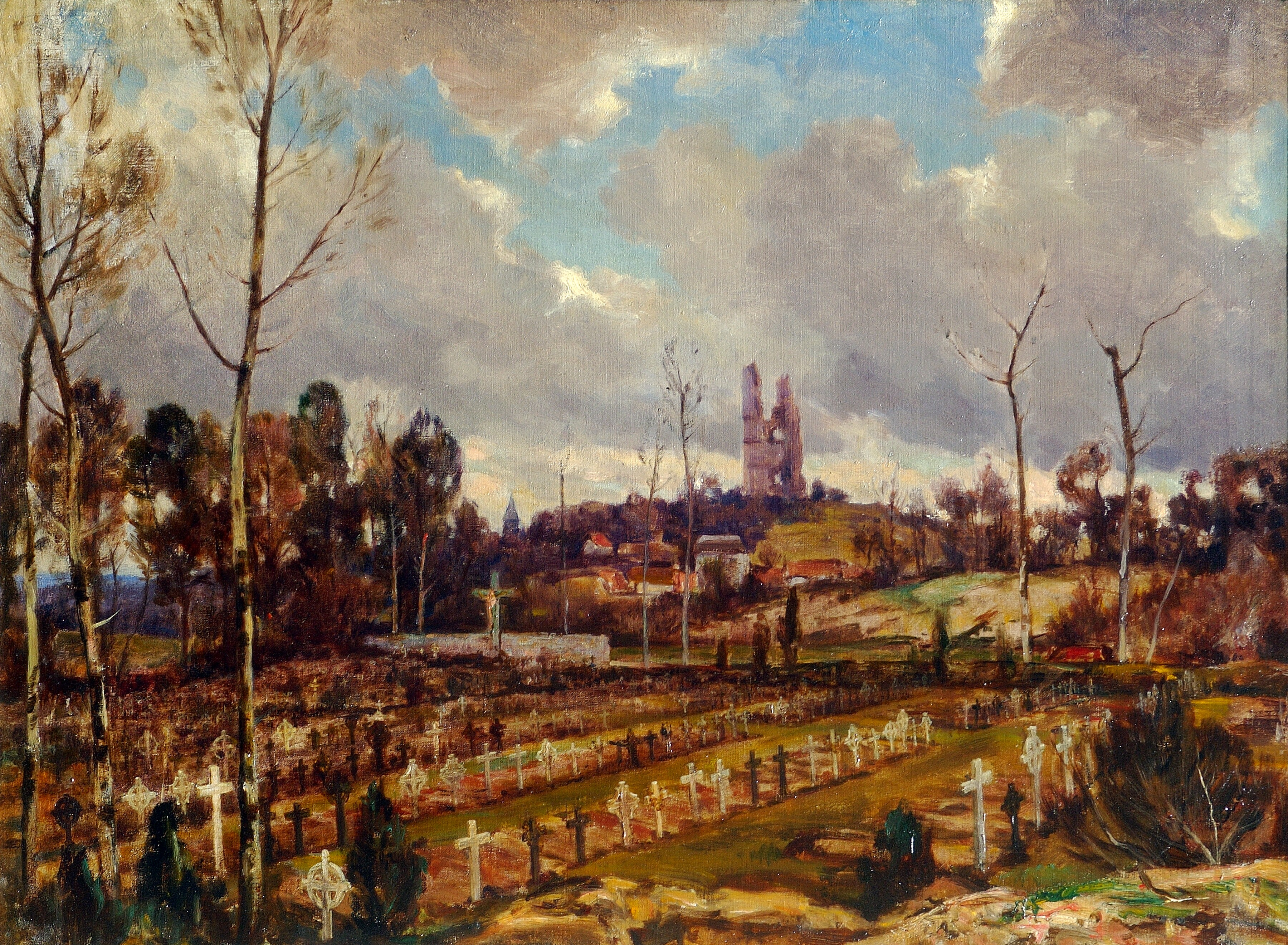
Le cimetière de Mont-Saint-Éloi.
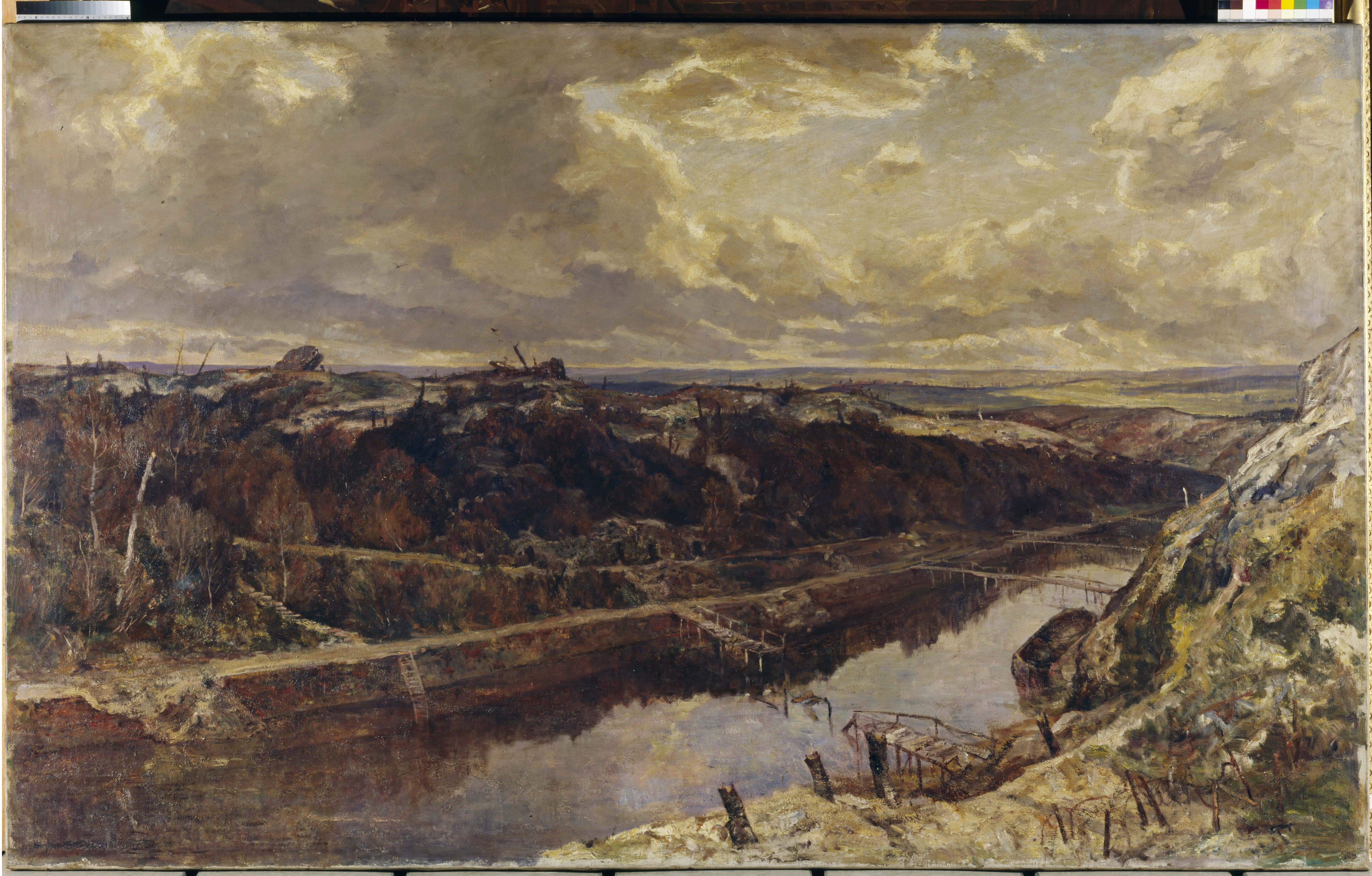
Le canal de Saint-Quentin, 1918.